# Silvascincus
Genre
Silvascincus est un genre de sauriens de la famille des Scincidae.

## Répartition
Les espèces de ce genre endémiques d'Australie. Elles se rencontrent en Nouvelle-Galles du Sud et au Queensland.

## Liste des espèces
Selon The Reptile Database (9 août 2013) :
- Silvascincus murrayi (Boulenger, 1887)
- Silvascincus tryoni (Longman, 1918)

## Publication originale
- Skinner, Hutchinson & Lee, 2013 : Phylogeny and divergence times of Australian Sphenomorphus group skinks (Scincidae, Squamata). Molecular Phylogenetics and Evolution.